# ببين (ويسكونسن)
ببين (بالإنجليزية: Pepin, Wisconsin)‏ هي قرية تقع في الولايات المتحدة في مقاطعة بيبين. يقدر عدد سكانها بـ 837 نسمة ومساحتها 1.81 كم2وترتفع عن سطح البحر 220 متر.

## التركيبة السكانية
قام مكتب تعداد الولايات المتحدة بتحديد بيانات التركيبة السكانية لببين في تعداد الولايات المتحدة. في ما يلي، التركيبة السكانية حسب تعدادي 2000 و2010.

### تعداد عام 2000
بلغ عدد سكان ببين 878 نسمة بحسب تعداد عام 2000، وبلغ عدد الأسر 381 أسرة وعدد العائلات 241 عائلة مقيمة في القرية. في حين سجلت الكثافة السكانية 1,238.1 نسمة لكل ميل مربع (478.0/كم2). وبلغ عدد الوحدات السكنية 430 وحدة بمتوسط كثافة قدره 606.4 نسمة لكل ميل مربع (234.1/كم2).
وتوزع التركيب العرقي للقرية بنسبة 98.29% من البيض و 0.34% من الأمريكيين الأصليين و 0.57% من الأمريكيين ذوي الأصول الآسيوية و 0.11% من الأمريكيين الأفارقة و 0.68% من عرقين مختلطين أو أكثر.
بلغ عدد الأسر 381 أسرة كانت نسبة 22.3% منها لديها أطفال تحت سن الثامنة عشر تعيش معهم، وبلغت نسبة الأزواج القاطنين مع بعضهم البعض 52.2% من أصل المجموع الكلي للأسر، ونسبة 7.1% من الأسر كان لديها معيلات من الإناث دون وجود شريك، وكانت نسبة 36.5% من غير العائلات. تألفت نسبة 32.8% من أصل جميع الأسر من أفراد ونسبة 18.9% كانوا يعيش معهم شخص وحيد يبلغ من العمر 65 عاماً فما فوق. وبلغ متوسط حجم الأسرة المعيشية 2.74، أما متوسط حجم العائلات فبلغ 2.17.
بلغ العمر الوسطي للسكان 48 عاماً. وكانت نسبة 17.3% من القاطنين تحت سن الثامنة عشر، وكانت نسبة 6.4% بين الثامنة عشر والأربعة وعشرون عاماً، ونسبة 21.9% كانت واقعةً في الفئة العمرية ما بين الخامسة والعشرون حتى والأربعة وأربعون عاماً، ونسبة 26.2% كانت ما بين الخامسة والأربعون حتى الرابعة والستون، ونسبة 28.2% كانت ضمن فئة الخامسة والستون عاماً فما فوق. يوجد لكل 100 أنثى 94.7 ذكر، ويوجد لكل 100 أنثى في الثامنة عشر من عمرها فما فوق 92.1 ذكر.
بلغ متوسط دخل الأسرة في القرية 36,319 دولار، أما متوسط دخل العائلة فبلغ 41,250 دولار. وكان متوسط دخل الذكور 31,393 دولار مقابل 22,875 دولار للإناث. وسجل دخل الفرد الخاص بالقرية 17,755 دولار. وكانت نسبة 2.0% من العائلات ونسبة 5.8% من السكان تحت خط الفقر، وكان من هؤلاء نسبة 7.5% تحت سن الثامنة عشر ونسبة 11.2% في الخامسة والستين من العمر وما فوق.

### تعداد عام 2010
بلغ عدد سكان ببين 837 نسمة بحسب تعداد عام 2010، وبلغ عدد الأسر 399 أسرة وعدد العائلات 226 عائلة مقيمة في القرية. في حين سجلت الكثافة السكانية 1,195.7 نسمة لكل ميل مربع (461.7/كم2). وبلغ عدد الوحدات السكنية 490 وحدة بمتوسط كثافة قدره 700.0 لكل ميل مربع (270.3/كم2).
وتوزع التركيب العرقي للقرية بنسبة 98.9% من البيض و 0.2% من الأمريكيين الأصليين و 0.4% من الأمريكيين ذوي الأصول الآسيوية و 0.2% من الأمريكيين الأفارقة و 0.2% من عرقين مختلطين أو أكثر.
بلغ عدد الأسر 399 أسرة كانت نسبة 18.5% منها لديها أطفال تحت سن الثامنة عشر تعيش معهم، وبلغت نسبة الأزواج القاطنين مع بعضهم البعض 48.4% من أصل المجموع الكلي للأسر، ونسبة 6.8% من الأسر كان لديها معيلات من الإناث دون وجود شريك، بينما كانت نسبة 1.5% من الأسر لديها معيلون من الذكور دون وجود شريكة وكانت نسبة 43.4% من غير العائلات. تألفت نسبة 38.3% من أصل جميع الأسر من أفراد ونسبة 16.1% كانوا يعيش معهم شخص وحيد يبلغ من العمر 65 عاماً فما فوق. وبلغ متوسط حجم الأسرة المعيشية 2.58، أما متوسط حجم العائلات فبلغ 1.98.
بلغ العمر الوسطي للسكان 53.9 عاماً. وكانت نسبة 14.6% من القاطنين تحت سن الثامنة عشر، وكانت نسبة 4.3% بين الثامنة عشر والأربعة وعشرون عاماً، ونسبة 19.4% كانت واقعةً في الفئة العمرية ما بين الخامسة والعشرون حتى والأربعة وأربعون عاماً، ونسبة 33.8% كانت ما بين الخامسة والأربعون حتى الرابعة والستون، ونسبة 28% كانت ضمن فئة الخامسة والستون عاماً فما فوق. وتوزع التركيب الجنسي للسكان بنسبة 47.8% ذكور و52.2% إناث.